# Selaginella panurensis
Selaginella panurensis är en mosslummerväxtart som beskrevs av Bak.. Selaginella panurensis ingår i släktet mosslumrar, och familjen mosslummerväxter. Inga underarter finns listade i Catalogue of Life.